# Louis BPM
Luis Ramón López López (Caracas, 1 de enero de 2006) conocido por su nombre artístico Louis BPM, es un cantante, rapero y compositor venezolano.

## Trayectoria
Louis BPM nació en Caracas en 2006, en el barrio Pinto Salinas, en el municipio Libertador. Inició su carrera artística a los 13 años de edad, con la canción «Falso Amor», y desde entonces ha logrado éxitos con temas como «Tranquilo», «Vivo», «Pablo», «Quién es el loco», «Malandrito Remix», etc. 
En 2020, fue invitado por Micro TDH para el remix de la canción «Tóxica». En 2023, publicó la canción «De La Calle», obteniendo más de 2 millones de reproducciones en YouTube. En 2024, firmó con la disquera  Warner Music, presentando sus sencillos «El Elegido» y «Donde Sea #1: Buenos Aires».
Uno de sus mayores éxitos se dio en mayo de 2025, con la publicación del remix de su canción «Tranquilo» junto a Farruko, J Balvin, iZaak y Kris R. También estuvo presente en la canción «El Caracazo 2025». En agosto del mismo año, estrenó el tema «Oe Oe» con Farruko.
Louis realizó una colaboración con el cantante Danny Ocean en la canción «Sunshine» del álbum Babylon Club.

## Discografía
EP
- 167 BPM (2025)